# Premio al mejor Baloncestista Masculino del Año de la America East Conference
El Premio al mejor Baloncestista Masculino del Año de la America East Conference (en inglés, America East Conference Conference Men's Basketball Player of the Year) es un galardón que otorga la America East Conference al jugador de baloncesto masculino más destacado del año. El premio se concede desde la temporada 1979–80, la primera de existencia de la conferencia, por entonces conocida como ECAC North. Siete jugadores han ganado el premio en varias ocasiones, aunque sólo tres jugadores lo han logrado tres veces: Reggie Lewis de Northeastern (1985–87), Taylor Coppenrath de Vermont (2003–05) y Jameel Warney de Stony Brook (2014–16).
A fecha de 2021, Vermont es la universidad con más ganadores con trece, seguida de Northeastern, Stony Brook y Boston con cinco. Durante la historia del galardón sólo se ha entregado el trofeo a dos jugadores en un mismo año en una ocasión, en la temporada 1979–80.

## Ganadores

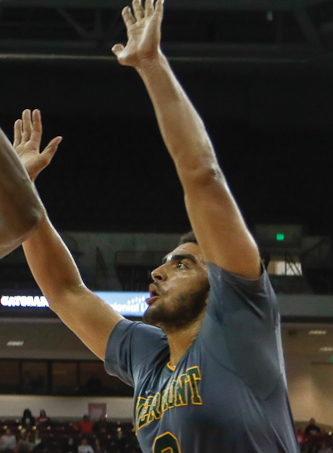
Anthony Lamb ganador en 2019 y 2020

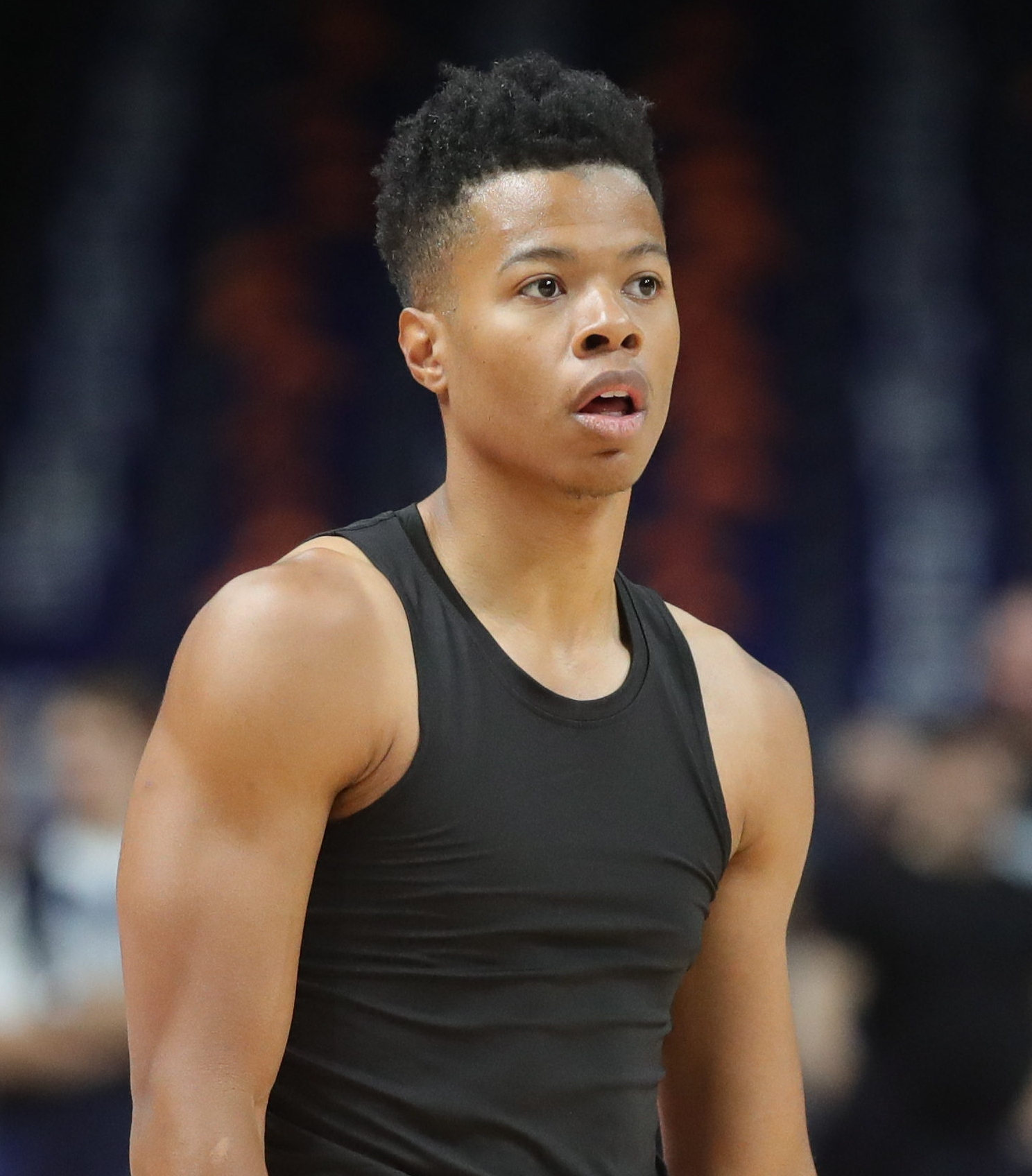
Trae Bell-Haynes ganó el premio en dos ocasiones (2017 y 2018).

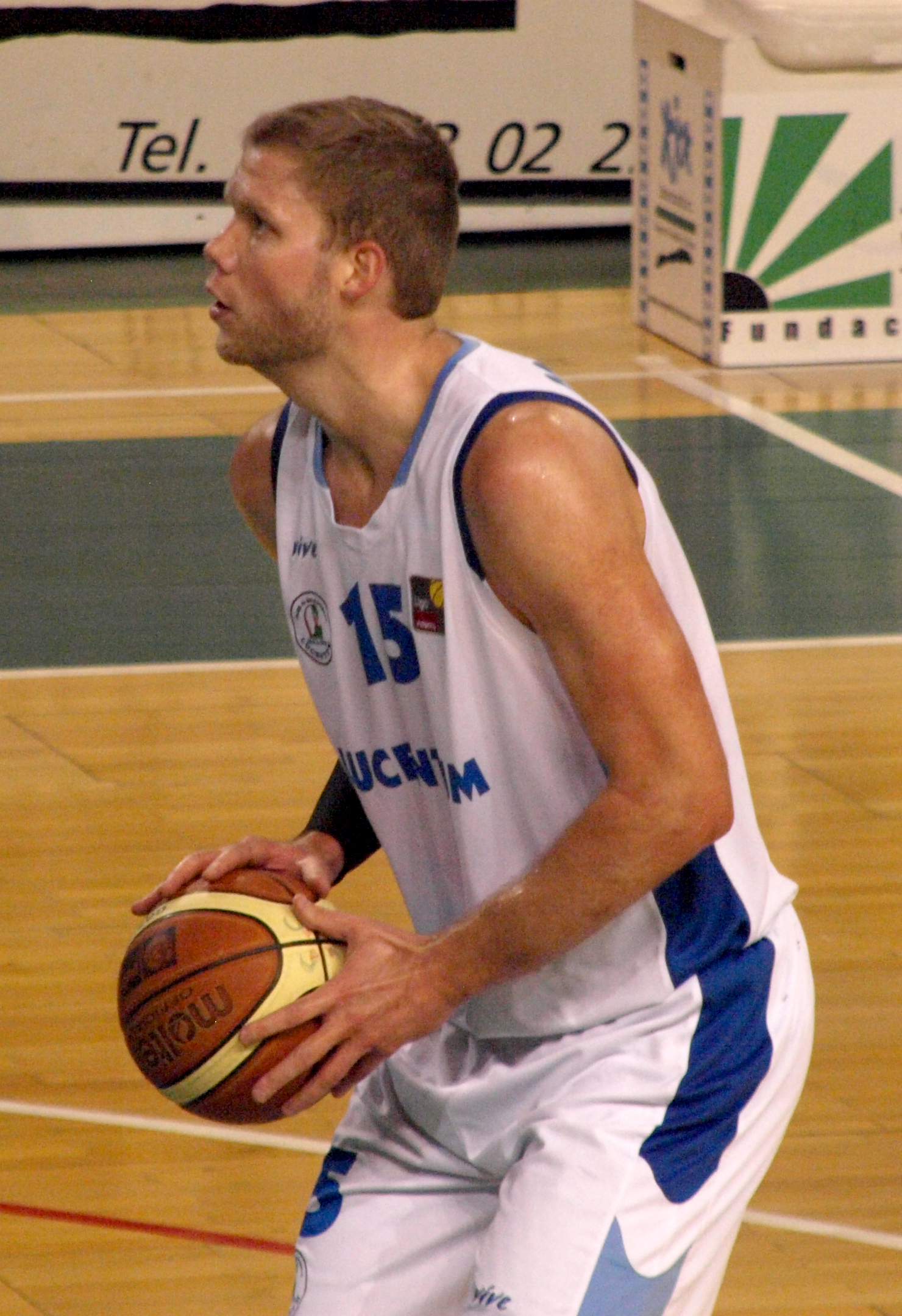
Taylor Coppenrath ganó el premio en tres ocasiones (2003 a 2005).

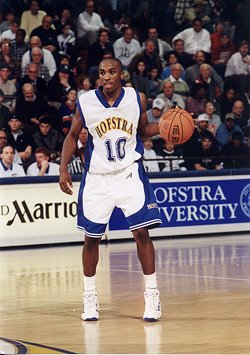
Speedy Claxton ganador en 1998 y 2000.

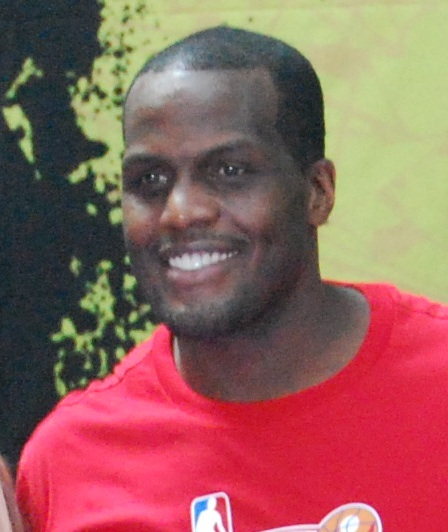
Malik Rose ganó el premio en dos ocasiones (1995 y 1996).

| †           | Co-Jugadores del Año                                                                                                |
| *           | Ganador del premio al mejor universitario del año: el Naismith College Player of the Year o el John R. Wooden Award |
| Jugador (X) | Denota el número de veces que ha conseguido el galardón                                                             |

| Temporada | Jugador                    | Universidad   | Posición        | Curso     | Referencia |
| --------- | -------------------------- | ------------- | --------------- | --------- | ---------- |
| 1979–80†  | Rufus Harris               | Maine         | Alero           | Senior    |            |
| 1979–80†  | Ron Perry                  | Holy Cross    | Base/Escolta    | Senior    |            |
| 1980–81   | Mike Ferrara               | Colgate       | Escolta         | Senior    |            |
| 1981–82   | Perry Moss                 | Northeastern  | Base/Escolta    | Junior    |            |
| 1982–83   | Jeff Cross                 | Maine         | Pívot           | Senior    |            |
| 1983–84   | Mark Halsel                | Northeastern  | Alero           | Senior    |            |
| 1984–85   | Reggie Lewis               | Northeastern  | Alero/Escolta   | Sophomore |            |
| 1985–86   | Reggie Lewis (2)           | Northeastern  | Alero/Escolta   | Junior    |            |
| 1986–87   | Reggie Lewis (3)           | Northeastern  | Alero/Escolta   | Senior    |            |
| 1987–88   | Larry Jones                | Boston U.     | Ala-Pívot       | Senior    |            |
| 1988–89   | Jeff Robinson              | Siena         | Alero/Escolta   | Junior    |            |
| 1989–90   | Steven Key                 | Boston U.     | Base            | Senior    |            |
| 1990–91   | Matt Johnson               | Vermont       |                 | Senior    |            |
| 1991–92   | Kevin Roberson             | Vermont       | Pívot           | Senior    |            |
| 1992–93   | Vin Baker                  | Hartford      | Pívot           | Senior    |            |
| 1993–94   | Scott Drapeau              | New Hampshire | Alero           | Junior    |            |
| 1994–95   | Malik Rose                 | Drexel        | Ala-Pívot       | Junior    |            |
| 1995–96   | Malik Rose (2)             | Drexel        | Ala-Pívot       | Senior    |            |
| 1996–97   | Tunji Awajobi              | Boston U.     | Ala-Pívot       | Senior    |            |
| 1997–98   | Craig "Speedy" Claxton     | Hofstra       | Base            | Sophomore |            |
| 1998–99   | Mike Pegues                | Delaware      | Alero           | Junior    |            |
| 1999–00   | Craig "Speedy" Claxton (2) | Hofstra       | Base            | Senior    |            |
| 2000–01   | Norman Richardson          | Hofstra       | Escolta         | Senior    |            |
| 2001–02   | T. J. Sorrentine           | Vermont       | Base            | Sophomore |            |
| 2002–03   | Taylor Coppenrath          | Vermont       | Ala-Pívot/Alero | Sophomore |            |
| 2003–04   | Taylor Coppenrath (2)      | Vermont       | Ala-Pívot/Alero | Junior    |            |
| 2004–05   | Taylor Coppenrath (3)      | Vermont       | Ala-Pívot/Alero | Senior    |            |
| 2005–06   | Jamar Wilson               | Albany        | Escolta         | Junior    |            |
| 2006–07   | Jamar Wilson (2)           | Albany        | Escolta         | Senior    |            |
| 2007–08   | Marqus Blakely             | Vermont       | Ala-Pívot       | Sophomore |            |
| 2008–09   | Marqus Blakely (2)         | Vermont       | Ala-Pívot       | Junior    |            |
| 2009–10   | Muhammad El-Amin           | Stony Brook   | Escolta         | Senior    |            |
| 2010–11   | John Holland               | Boston U.     | Escolta/Alero   | Senior    |            |
| 2011–12   | Darryl Partin              | Boston U.     | Escolta         | Senior    |            |
| 2012–13   | Tommy Brenton              | Stony Brook   | Alero           | Senior    |            |
| 2013–14   | Jameel Warney              | Stony Brook   | Alero           | Sophomore | [ 1 ]      |
| 2014–15   | Jameel Warney (2)          | Stony Brook   | Alero           | Junior    | [ 2 ]      |
| 2015–16   | Jameel Warney (3)          | Stony Brook   | Alero           | Senior    | [ 3 ]      |
| 2016–17   | Trae Bell-Haynes           | Vermont       | Base            | Junior    | [ 4 ]      |
| 2017–18   | Trae Bell-Haynes (2)       | Vermont       | Base            | Senior    | [ 5 ]      |
| 2018–19   | Anthony Lamb               | Vermont       | Ala-Pívot       | Junior    | [ 6 ]      |
| 2019–20   | Anthony Lamb (2)           | Vermont       | Ala-Pívot       | Senior    | [ 7 ]      |
| 2020–21   | Ryan Davis                 | Vermont       | Ala-Pívot       | Junior    | [ 8 ]      |
| 2021–22   | Ryan Davis (2)             | Vermont       | Ala-Pívot       | Senior    | [ 9 ]      |
| 2022–23   | Finn Sullivan              | Vermont       | Escolta         | Graduado  | [ 10 ]     |
| 2023–24   | Clarence Daniels           | New Hampshire | Alero           | Senior    | [ 11 ]     |
| 2024–25   | Earl Timberlake            | Bryant        | Escolta         | Senior    | [ 12 ]     |

## Ganadores por universidad
| Universidad (en America East desde) | Premios | Años                                                                                     |
| ----------------------------------- | ------- | ---------------------------------------------------------------------------------------- |
| Vermont (1979)                      | 15      | 1991, 1992, 2002, 2003, 2004, 2005, 2008, 2009, 2017, 2018, 2019, 2020, 2021, 2022, 2023 |
| Northeastern (1979)                 | 5       | 1982, 1984, 1985, 1986, 1987                                                             |
| Boston U. (1979)                    | 5       | 1988, 1990, 1997, 2011, 2012                                                             |
| Stony Brook (2001)                  | 5       | 2010, 2013, 2014, 2015, 2016                                                             |
| Hofstra (1994)                      | 3       | 1998, 2000, 2001                                                                         |
| New Hampshire (1979)                | 2       | 1994, 2024                                                                               |
| Albany (2001)                       | 2       | 2006, 2007                                                                               |
| Drexel (1991)                       | 2       | 1995, 1996                                                                               |
| Maine (1979)                        | 2       | 1980†, 1983                                                                              |
| Colgate (1979)                      | 1       | 1981                                                                                     |
| Delaware (1991)                     | 1       | 1999                                                                                     |
| Hartford (1985)                     | 1       | 1993                                                                                     |
| Holy Cross (1979)                   | 1       | 1980†                                                                                    |
| Siena (1984)                        | 1       | 1989                                                                                     |
| Bryant (2022)                       | 1       | 2025                                                                                     |
| Binghamton (2001)                   | 0       | —                                                                                        |
| NJIT (2020)                         | 0       | —                                                                                        |
| UMBC (2003)                         | 0       | —                                                                                        |
| UMass Lowell (2013)                 | 0       |                                                                                          |

Notas
1. 1 2 3 4  Delaware, Drexel, Hofstra y Northeastern abandonaron la conferencia y se unieron a la Colonial Athletic Association.
2. ↑  Boston University abandonó la conferencia en 2013 por la Patriot League.
3. ↑  Stony Brook abandonó la conferencia en 2022 por la Colonial Athletic Association.
4. ↑  Colgate abandonó y se unió a la Patriot League.
5. ↑  Hartford, que inició una transición de la División I de la NCAA a la División III de la NCAA en 2021-22, dejó la conferencia en 2022 para jugar una temporada como independiente de la División I. La universidad se unirá a la Commonwealth Coast Conference de la División III en 2023.
6. ↑  Holy Cross abandonó para unirse a la MAAC y actualmente forma parte de la Patriot League.
7. ↑  Siena abandonó y se unió a la MAAC.